# Christen-Democratisch en Vlaams

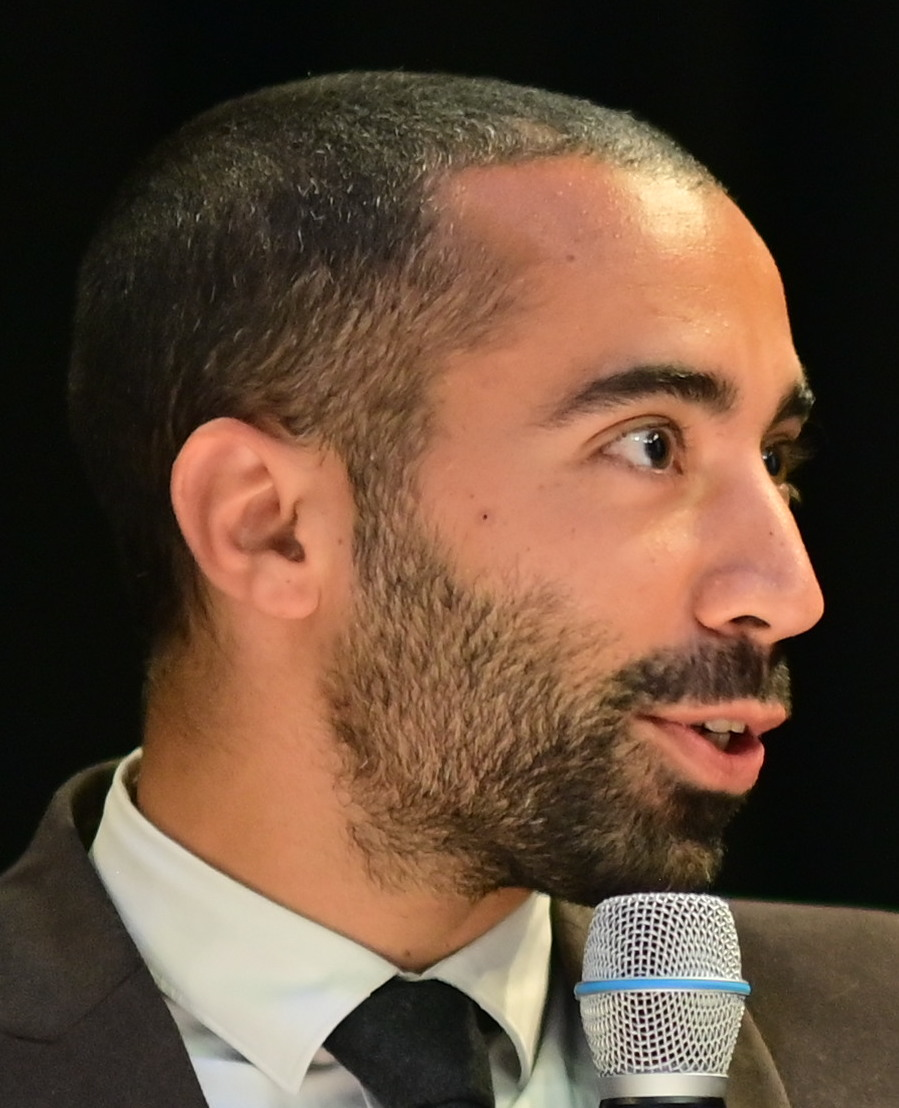
Sammy Mahdi (* 1988), předseda strany CD&V

Christen-Democratisch en Vlaams (CD&V) (česky: Křesťanskodemokratická a vlámská strana) je belgická politická strana.

## Historie
Historie CD & V sahá až do 19. století. V 19. století začaly vznikat první katolické konzervativní strany. PSC-CVP existovala od roku 1944 až do roku 1968. V roce 1968 bylo PSC-CVP rozděleno na PSC (nyní Humanistický demokratický střed) a CVP (nyní CD & V).
Strana byla téměř nepřetržitě u moci od jejího založení až do roku 1999.

## Volební výsledky

### Sněmovna reprezentantů
| Volební rok | Celkový počet hlasů | hlasy v % | Počet mandátů | Změna |
| ----------- | ------------------- | --------- | ------------- | ----- |
| 2003        | 870 749             | 13,3      | 21            | -     |
| 2007#       | 1 234 950           | 18,51     | 30            | ▲ +9  |
| 2010        | 707 986             | 10,85     | 17            | ▼ -13 |
| 2014        | 783 060             | 11,60     | 18            | ▲+1   |
| 2019        | 602 520             | 8,9       | 12            | ▼ -6  |

### Belgický senát
| Volební rok | Celkový počet hlasů | hlasy v % | Počet mandátů | Změna |
| ----------- | ------------------- | --------- | ------------- | ----- |
| 2003        | 832 849             | 12,7      | 6             | -     |
| 2007#       | 1 287 389           | 19,42     | 9             | ▲ +3  |
| 2010        | 646 371             | 9,99      | 4             | ▼ -5  |

### Evropské volby
| Volební rok | Celkový počet hlasů | hlasy v % | Počet mandátů | Změna |  |
| ----------- | ------------------- | --------- | ------------- | ----- |  |
| 2004#       | 1 131 119           | 28,15     | 4             | -     |  |
| 2009        | 948 123             | 23,26     | 3             | ▼ -1  |  |
| 2014        | 840 814             | 20,0      | 2             | ▼ -1  |  |
| 2019        | 617 651             | 9,17      | 2             | ▬     |  |

- # Koalice s N - VA

## Předsedové
| CVP / PSC - 1945-1947: Gilbert Mullie - 1947-1949: Paul Willem Segers - 1949-1959: Jef De Schuyffeleer - 1959-1961: Fred Bertrand - 1961-1963: Jozef De Saeger - 1963-1968: Robert Vandekerckhove | CVP - 1968-1972: Robert Vandekerckhove - 1972-1979: Wilfried Martens - 1979-1982: Leo Tindemans - 1982-1988: Frank Swaelen - 1988-1993: Herman Van Rompuy - 1993-1996: Johan Van Hecke - 1996-1999: Marc Van Peel - 1999-2001: Stefaan De Clerck | CD & V - 2001-2003: Stefaan De Clerck - 2003-2004: Yves Leterme - 2004-2007: Jo Vandeurzen - 2007-2008: Etienne Schouppe - 2008-2008: Wouter Beke - 2008-2010: Marianne Thyssen - 2010–2019: Wouter Beke - 2019 Cindy Franssen a Griet Smaers (dočasní) - 2019–2022 Joachim Coens - od 2022 Sammy Mahdi |